# Јанко Ђурђевић
Јанко Ђурђевић (Коњска — Хотин, 1828) био је члан Совјета у Првом српском устанку.

## Биографија
Родио се у селу Коњској (који се сада зове Михајловац) у Нахији смедеревској.
Јанко је био саветник за Смедеревачку нахију 1805—1813. Јанко је био врло уважен човек и у народу и међу војводама. Њега су обично звали „Сиротињска мајка“.

## Избеглиштво
Године 1812. Јанко је побегао преко Дунава, и доцније отишао у Русију, и настанио се у варош Хотин, где је и умро 1828.
Сина Јанкова, Пауна Јанковића, који се школовао у Русији, дозвао је кнез Милош к себи, и дао му службу у својој канцеларији још за живота Јанкова.